# Distrikt Ninacaca
Der Distrikt Ninacaca liegt in der Provinz Pasco in der Region Pasco in Zentral-Peru. Der Distrikt wurde am 2. Januar 1857 gegründet und besitzt eine Fläche von 538 km². Beim Zensus 2017 wurden 4111 Einwohner gezählt. Im Jahr 1993 lag die Einwohnerzahl bei 4112, im Jahr 2007 bei 3819. Die Distriktverwaltung befindet sich in der 4140 m hoch gelegenen Kleinstadt Ninacaca mit 2555 Einwohnern (Stand 2017). Ninacaca liegt knapp 25 km südöstlich der Provinz- und Regionshauptstadt Cerro de Pasco. Neben Ninacaca gibt es im Nordosten des Distrikts die größeren Ortschaften Socorro mit 388 Einwohnern und Ranyac mit 246 Einwohnern.

## Geographische Lage
Der Distrikt Ninacaca liegt an der Westflanke der peruanischen Zentralkordillere im Südosten der Provinz Pasco. Er besitzt eine maximale Längsausdehnung in SW-NO-Richtung von 50 km. Er reicht von der Einmündung des Río Ranyac in den Río Huachón im Nordosten bis zum Nordufer des Junín-Sees im Südwesten. Mehrere kleinere Gletscherrandseen liegen am Fuße der Berge. Der Hauptort Ninacaca liegt in einem Schwemmfächer wenige Kilometer nördlich vom Junín-See.
Der Distrikt Ninacaca grenzt im Westen an den Distrikt Vicco, im Nordwesten an die Distrikte Tinyahuarco und Yanacancha, im Norden an den Distrikt Ticlacayán, im Nordosten an den Distrikt Huachón, im Osten an den Distrikt Paucartambo sowie im Süden an den Distrikt Carhuamayo (Provinz Junín).